# Monika Dejk-Ćwikła
Monika Joanna Dejk-Ćwikła (ur. 11 marca 1989 w Kartuzach, zm. 15 grudnia 2022 tamże) – polska wokalista, autorka tekstów i gitarzystka basowa, członkini zespołu OBRASQi.

## Życiorys
Od dzieciństwa związana była z Żukowem. Reprezentowała gminę zarówno na arenach sportowych jak i artystycznych. Była też stypendystką Burmistrza i Rady Miejskiej w Żukowie. Należała do zespołu wokalno-instrumentalnego Agapé założonego w 1999 przez Barbarę Dawidowską przy parafii Miłosierdzia Bożego w Żukowie. Z zespołem tym zdobyła między innymi I miejsce na osiemnastej edycji Metropolitalnego Festiwalu Piosenki Religijnej w Jastarni, w 2017. W 2018 wspólnie z Igą Pobłocką i Dominiką Kwiatkowską z zespołu 3'MeloDiv z Żukowa wystąpiła natomiast w programie telewizji Polsat pt. Śpiewajmy razem. All Together Now z piosenką I'm so excited grupy The Pointer Sisters. 
Razem z Jarosławem Bielawskim i Arturem Wolskim tworzyła działający od 2019 zespół OBRASQi wykonujący muzykę zaliczającą się do indie-dreampop-rocka. W zespole była wokalistką i grała na gitarze basowej, a także była autorką tekstów piosenek grupy. W 2020 ukazała się ep-ka zespołu pt. Porzeczkowy, a w 2021 debiutancki album grupy pt. Dopowiedzenia. W tym samym roku grupa OBRASQi uplasowała się na 4. miejscu w zestawieniu Nadziei 2021 polskiej muzyki – miesięcznika Teraz Rock. OBRASQi były także finalistami Muzycznego Odkrycia Roku Metropolii i zdobywcą statuetki MusicLifePL Awards w kategorii Nowa Muzyka. 22 września 2022 ukazał się drugi album grupy pt. Szepty ciszy. Również w 2022 Radio 357 umieściło utwór Dopowiedzenia w zestawie LP21, najważniejszych polskich utworów XXI wieku. Wcześniej ten sam utwór dotarł do 27. miejsca Listy Przebojów Programu III oraz na szczyt Listy Polskiego Radia Rzeszów.
Monika Dejk-Ćwikła zajęła pierwsze miejsce powiecie kartuskim, a następnie pierwsze w finale wojewódzkim plebiscytu Dziennika Bałtyckiego na Osobowość Roku 2019 w kategorii Kultura.
Mieszkała na osiedlu XX-lecia w Kartuzach. 13 grudnia 2022, Monika Dejk-Ćwikła wyszła na spacer ze swoim psem i zaginęła. Jej ciało wyłowiono z Jeziora Klasztornego Dużego 15 grudnia. Sekcja zwłok wykluczyła, że do śmierci przyczyniły się osoby trzecie. Najprawdopodobniej do utonięcia doszło na skutek nieszczęśliwego wypadku, pod Dejk-Ćwikłą załamać miał się lód. Chciała ratować swojego psa, który także utonął.
Uroczystości żałobne Moniki Dejk-Ćwikły odbyły się 20 grudnia 2022 w kościele Miłosierdzia Bożego w Żukowie. Następnie miał miejsce pogrzeb na  miejscowym cmentarzu komunalnym.  
Córka Zdzisława i Sabiny. Jej mężem był Tomasz Ćwikła.